# Danielstaler

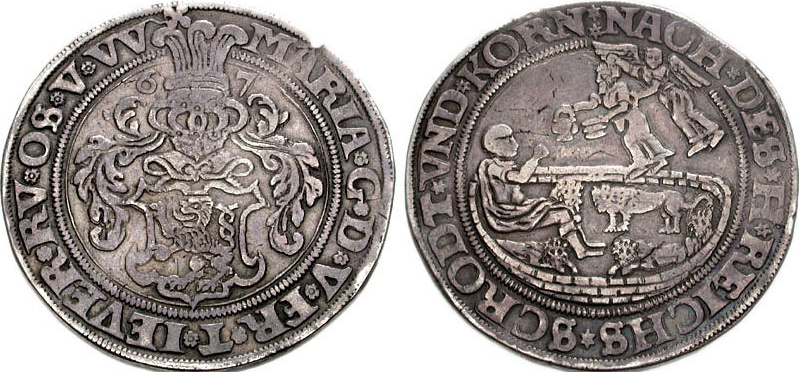
Danielstaler des Fräuleins Maria von 1567, zweite Variante (Durchmesser 41 mm)

Die Danielstaler, Schreibweise auch Daniel-Taler und Danieltaler, sind Taler der Herrschaft Jever aus der Regierungszeit des Fräuleins Maria (1536–1575). Sie wurden in zwei Varianten mit den Jahreszahlen 1561 und 1567 sowie ohne Jahresangabe geprägt. Auf der Rückseite zeigen sie die biblische Episode von „Daniel in der Löwengrube“ in der apokryphen Fassung Dan 14,23–42 .

## Münzgeschichtliche Zusammenhänge
Maria war die zweite Tochter des Häuptlings von Jever, Edo Wiemken des Jüngeren und seiner Gattin Heilke (Heilwig), geborene Gräfin von Oldenburg. Sie kam mit ihrer älteren Schwester Anna und der jüngeren Dorothea gemeinschaftlich zur Regierung, nachdem ihr Bruder, der junge Häuptling Christoph, 1517 plötzlich verstorben war. Als Fräulein Anna 1536 verstarb, war Maria alleinige Regentin von Jever.
Kaiser Karl V., den Maria um Hilfe bat, hatte in seiner Eigenschaft als Herzog von Brabant und Graf von Holland das Jeverland in Besitz genommen und ihr einen burgundischen Lehnsvertrag dafür erteilt.
Durch die Politik der Grafen Enno II. von Ostfriesland (1528–1540) sowie Edzard II. und Johann von Ostfriesland war sie in arge Bedrängnis geraten. Die Grafen forderten von Maria die Oberherrschaft von Ostfriesland über Jever.
Die als Rückseitenmotiv des Talers dienende biblische Episode „Daniel in der Löwengrube“ wurde von der Herrin von Jever mit großer Wahrscheinlichkeit als Anspielung auf ihre bedrängte Lage gewählt. Maria demonstrierte mit dem öffentlichkeitswirksamen Mittel der Münzprägung und mit dem Sinnbild auf der Rückseite ihre Durchsetzungskraft gegen die Grafen von Ostfriesland. Die Rückseite des Danielstalers zeigt die Häuptlingstochter Maria als „Daniel in der Löwengrube“. Die Löwen versinnbildlichen die Grafen von Ostfriesland und der von einem Engel geführte Prophet Habakuk den Verlobten Marias, Boing von Oldersum, der die Seite wechselte und die ostfriesische Besatzung mit Hilfe von braunschweigischen Söldnern vertrieb.

### Aus Köhlers Münzbelustigung
Johann David Köhler befasste sich in seiner Historischen Münzbelustigung (Band 14, XXIV–XXXI) mit den Sinnbild- oder Symboltalern, insbesondere mit den Danielstalern der Maria von Jever.

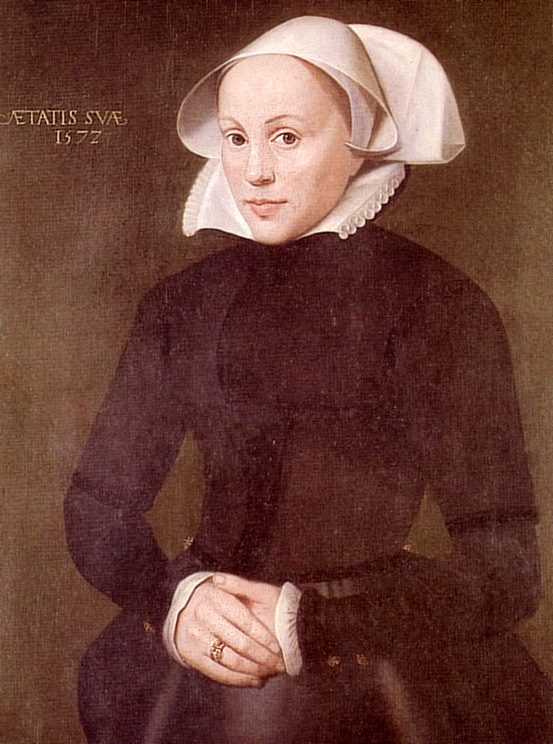
Fräulein Maria (* 5. Sept 1500; † 20. Februar 1575) ließ die Danielstaler prägen

Die im Titel von Fräuleins Maria auf Talern vorkommenden Buchstaben „DO“ (in der Abbildung in der Umschrift nur „D“) sollten, so Köhler, „recht gelesen werden“. Mit der Umschrift D(ochter)•V(nd)•F(räulein)•T(ho)•IEVER(n) …, dem „Titel einer gebohrenen Tochter“ hat Maria ihr angeborenes Erbrecht „auf die freye Herrschaft Jever“ zu behaupten versucht. Als „des Häuptlings Edo Wimekens, mit seiner zweyten  Gemahlin Heilwig Gr. von Oldenburg und Delmenhorst eheliche mittlere Tochter“ hatte sie einen Rechtsanspruch gegen den „gewaltigen Anspruch des Grafen von Ost-Friesland.“
„Der von Gott in der Löwen-Grube wunderbahrlich erhaltene Daniel soll andeuten“, so Köhler, „wie die Grafen Enno und Johann A. 1527 den 7. September unterm Schein eines freundnachbahrlichen Besuchs, [sich] des Schlosses Jevern bemächtig[en], den Fräulein [Maria und Anna] Diener fortschaffe[n] und selbst darin wie gefangen gehalten und ihres vätterlichen Erbes entwaltigt [sind].“ Der getreue „Drost Boing von Oldersum [hat] A. 1531 im Mai [sich der] verlassenen Fräulein angenommen und [ihnen] Jever wieder eingeräumet […].“ Im Münzbild ist er als Habakuk dargestellt. „Die […] Göttliche Hülfe zur Überwindung ihrer Feinde, welche auf den Thalern von ihr angepriesen wird, wiederfuhr ihr erst durch den von  K. Carln V. A. 1531 auf 6 Jahr lang ertheilten Schutz-Brief […] und dessen Verboth.“ Demnach war es den Grafen von Ostfriesland verboten, „bey höchster Ungnad und Straf 50 Marck lötigen Golds“ gegen die Herrschaft Jever „außerhalb des Rechtens […]“  zu handeln. Graf Enno musste, so Köhler, „alles unrechtmässige Vornehmen gegen [Maria] einstellen, […] da ihm der Kaiser über dieses noch mit der Acht bedrohte.“

### Das Münzverbot

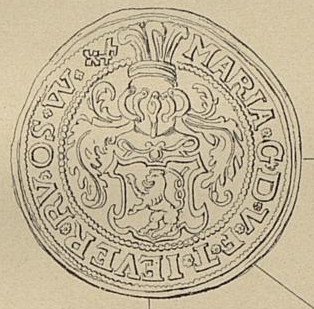
Danielstaler ohne Jahreszahl, erste Variante, Vorderseite

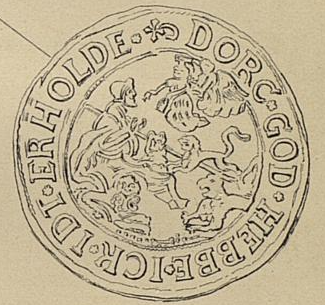
Rückseitenvariante

Maria war durch ihr Lehnsverhältnis zu Burgund in eine eigentümliche Doppelstellung geraten. Sie hielt sich für berechtigt, wählen zu können, ob sie nach der Reichsmünzordnung oder nach dem burgundischen Münzfuß Münzen prägen ließ. Sie entschied sich nach dem leichteren burgundischen Münzfuß zu prägen. Wahrscheinlich hat sie deshalb das Prägejahr der ersten vor 1561 geprägten Danielstaler weggelassen. So war es nicht erkennbar, ob ihre Münzen nach der Zeit der 1559 eingeführten Augsburger Reichsmünzordnung oder bereits vorher geprägt wurden. Ab 1561 ist auf allen Münzen das Prägejahr wieder angegeben.
Im Jahr 1563 wurden die jeverschen Münzen offiziell auf dem „Probationstag des niederländisch-westffälischen Kreises zu Cöln“ geprüft und der Reichsmünzordnung nicht entsprechend befunden. Sie wurde wegen „ordnungswidrigen Münzens“ angeklagt. Maria erklärte, dass sie als Lehnsträgerin von Burgund weder der Reichsmünzordnung noch der Jurisdiktion des Reichskammergerichtes unterworfen sei und deshalb das Gericht nicht anerkenne. Das verschaffte ihr eine Verzögerung von mehreren Jahren. Erst 1566 wurde ihr das Münzregal per Gerichtsbeschluss entzogen. Das hinderte sie jedoch nicht daran, 1567 die Danielstaler weiterhin zu prägen. Diese Taler von 1567 mit der geänderten Umschrift NACH•DES•H(eiligen)•REICHS•SC(h)RODT•VND•KORN erweckt den Eindruck, so P. v. Lehmann, „sie habe ihren bisher exceptionellen Standpunkt aufgegeben“. Der Umstand, dass sie die Taler prägen ließ, obwohl ihr im Jahr zuvor das Münzrecht entzogen wurde „deutet wohl schwerlich darauf hin“, dass sie sich den Münzgesetzen des Reiches fügen will. Der Zweck dieser Umschrift war wahrscheinlich, dass sie dem Taler dadurch ein größeres Umlaufgebiet verschaffen wollte, was ihr auch tatsächlich gelang.
Die Umschrift mit Bezug auf den Feingehalt des Talers, wie nach der Reichsmünzordnung gefordert, war folglich nur Kalkül.

### Nachwirkung
Maria bestimmte durch ihr Testament vom 22. April 1573 Graf Johann XVI. von Oldenburg [(1573) 1577–1603] („den Deichbauer“) zu ihrem Erbe. Das war die letzte demonstrativ wirkungsvolle Maßnahme gegen das ostfriesische Grafenhaus. Die letzten Taler Marias wurden 1573 in geringer Stückzahl geprägt.

## Münzbeschreibung
Beschrieben ist der oben abgebildete Taler von 1567 (zweite Variante).
Der Danielstaler ist eine silberne Talermünze Marias von Jever der Herrschaft Jever. Der abgebildete Taler wiegt 28,99 Gramm und hat einen Durchmesser von 41 Millimeter. Für die Münzprägung war der Münzmeister Dirk Iden verantwortlich. Der Taler wurden in der Münzstätte Jever mit dem Münzmeisterzeichen vierblättrige Blume geprägt.

### Vorderseite
Die Vorderseite zeigt das behelmte Löwenwappen der Herrschaft Jever. Zu beiden Seiten des Helms befindet sich die Jahreszahl 6 – 7 (1567).
- Umschrift: MARIA • G(eborene) • D(ochter) • V(nd) • FR(äulein) • T(o) • IEVER(n) • RV(strigen) • OS(trigen) • V(nd) • W(angerland)[16]

### Rückseite
Die Rückseite zeigt als Motiv die biblische Episode von „Daniel in der Löwengrube“. Daniel sitzt in der Löwengrube. Der Prophet Habakuk wird von einem schwebenden Engel geleitet, der dem Gefangenen Speise und Getränk zuführt.
- Umschrift: NACH • DES • H(eiligen) • REICHS • SC(h)RODT•VND•KORN

Die erste Variante des Danieltalers von 1561 bzw. die ohne Jahreszahl trägt statt der Angabe des Feingehalt die Devise DORC(h) GOD HEBBE ICK IDT ERHOLDEN (Durch Gott habe ich es erhalten). Das Rückseitenbild weist Unterschiede in der Detailausführung auf.